# تپه ایشان الفرج ۲
تپه ایشان الفرج ۲ مربوط به دوره ساسانیان است و در شهرستان شوشتر، روستای بنه اسد واقع شده و این اثر در تاریخ ۵ آذر ۱۳۸۰ با شمارهٔ ثبت ۴۳۸۰ به‌عنوان یکی از آثار ملی ایران به ثبت رسیده است.